# Breń (województwo zachodniopomorskie)
Breń (niem. Bernsee) – wieś sołecka w Polsce położona w województwie zachodniopomorskim, w powiecie choszczeńskim, w gminie Bierzwnik. W latach 1975–1998 miejscowość administracyjnie należała do województwa gorzowskiego. W roku 2007 wieś liczyła 534 mieszkańców. 
Kolonie wchodzące w skład sołectwa: Gajno, Kawno, Kunica.

## Geografia
Wieś leży ok. 5,5 km na wschód od Bierzwnika, między Bierzwnikiem a miejscowością Wygon, nad jeziorem Breń, ok. 2 km na południe od jeziora Przytoczno.

## Historia
Wieś istniała już w średniowieczu, ale uległa zniszczeniom i potem funkcjonował tutaj folwark domenalny, który powoli przekształcał się w XVIII wieku w wieś kolonistów. W latach 1660–1818 istniała tutaj huta szkła. Z tego też czasu pochodzi plan dzisiejszej wsi. W 1725 r. w folwarku odnotowano 27 osób, w młynie siedem, w hucie 52, razem 86 osób. Obok wsi funkcjonowały trzy młyny, w tym jeden wodny, folusz, tartak i folwark z 1 498 morgami ziemi. 

## Zabytki i atrakcje turystyczne
- kościół parafialny pw. św. Józefa Oblubieńca Najświętszej Maryi Panny, rzymskokatolicki należący do dekanatu Drawno, archidiecezji szczecińsko-kamieńskiej, metropolii szczecińsko-kamieńskiej.

## Kultura i sport
W Breniu znajdują się filie Gminnej Biblioteki Publicznej oraz Gminnego Ośrodka Kultury i Sportu w Bierzwniku.